# Observatório Lowell
O Observatório de Lowell é um observatório astrónomico em Flagstaff, Arizona nos Estados Unidos. Foi fundado em 1894 pelo astrónomo Percival Lowell.
O observatório opera nove telescópios em duas localizações em Flagstaff.

## Descobertas notáveis
- Provas para a expansão do universo foram descobertas entre 1912 e 1915.
- O planeta anão Plutão foi descoberto em 1930 por Clyde Tombaugh.
- O sistema de anéis planetários de Urano foi observado em 1977.